# ルイジアナ・フェイマス・フライドチキン
ルイジアナ・フェイマス・フライドチキン（英：Louisiana Famous Fried Chicken）は、アメリカ合衆国のファーストフードチェーン店である。1976年に創業した。カリフォルニア州、アリゾナ州、ジョージア州、イリノイ州、ミシガン州、ノースカロライナ州、テキサス州に148店舗がある。

## 概要
1976年に、カリフォルニア州ロサンゼルスでミシガン州出身のジョー・ディオンによって創業された。
ルイジアナ・フェイマス・フライドチキンはフランチャイズ・ベンチャーで、ライセンシーはライセンス権と料理のコーティングに使う小麦粉と唐辛子のレシピを支払うが、それ以外は制限されない。ロサンゼルスの他、パサデナにも店舗があり、カリフォルニア州の他、アリゾナ州、ジョージア州、イリノイ州、ミシガン州、ノースカロライナ州とテキサス州にもある。
2017年には、主にカンボジア人が経営するレストランが全米に148店舗あり、会社の所有権はマイケル・P・エンに移っていた。